# Julius Richard Büchi
Julius Richard Büchi (Porto Alegre, 31 gennaio 1924 – 1984) è stato un logico e matematico svizzero.
Julius Richard Büchi è nato in Brasile, nella città di Porto Alegre dove vivevano i genitori Jacob ed Hedwig Büchi-Eigensatz, prima di ritornare in Svizzera della quale erano originari quando Richard aveva due anni.
Si è iscritto poi all'Università di Zurigo, dove ha ottenuto il dottorato in scienze naturali nel 1950 all'ETH di Zurigo, sotto la supervisione di Paul Bernays e Ferdinand Gonseth, con una tesi intitolata Die Boole'sche Partialordnung und die Paarung von Gefügen (L'ordine parziale di Boole e l'abbinamento delle strutture). Poco tempo dopo si è trasferito a Lafayette, nell'Indiana, alla Purdue University. Büchi e il suo primo studente Lawrence Landweber hanno lì iniziato gli studi che hanno avuto una grande influenza sullo sviluppo successivo dell'informatica teorica.
Insieme al suo collega e amico Saunders Mac Lane, anche lui allievo di Paul Bernays, Büchi ha pubblicato numerose opere celebri. È all'origine di quello che è diventato poi noto come l'automa di Büchi, un automa a stati finiti che accetta insiemi di parole infinite note come linguaggi omega-regolari e che generalizzano la definizione di linguaggio regolare per parole di lunghezza infinita. Il "problema degli n quadrati", noto anche come il problema di Büchi, è un problema aperto dalla teoria dei numeri, strettamente correlato al decimo problema di Hilbert.